# Гульєльмо I да Верона
Гульєльмо I да Верона (італ. Guglielmo I da Verona; 1205/1206 — бл. 1263) — триарх центрального Негропонте в 1216—1263 роках.

## Життєпис
Походив з мантуанської гілки роду далле Карчері, відомої як да Верона. Старший син Гільберто, триарха центрального Негропонте. Після смерті батька 1208 року через малий вік не отримав володіння, які привласнив родич Равано далле Карчері.
У 1216 році після смерті Равано венеційці П'єтро Барбо, венеційський бальї Евбеї, розділив Негропонте на 3 частини. При цьому Гульєльмо I з молодшим братом Альберто отримали родинні володіння. Вони проводили провенеційську політику, підтримуючи Венецію у відносинах з інших латинськими державами Балкан. 1247 року після смерті Ріццардо далле Карчері, триарха північного Негропонте, розпочав спроби щодо приєднання його земель до своїх. 
Близько 1255 року Альберто помер, і Гульєльмо I передав його частину синові померлого — Грапеллі, як посаг своєї дочки Маргарити. Втім ці події послугували приводом для втручання Вільгельма II, князя Ахейського, який за дружиною мав деякі права на Негропонте. На боці Гільєльмо I та інших триархів Негропонте виступив Гі I де ла Рош, герцог Афінський. 1256 року Вільгельм II висадився на острові, почавши так звану Війну за евбейську спадщину. Гульєльмо I разом із союзниками вимушен був відступати. У вирішальній битві біля гори Каруді негропонто-афінські війська зазнали цілковитої поразки. Невдовзі під владою Вільгельма II опинилося також Афінське герцогство.
Повернути собі владу Гульєльмо I зумів лише 1259 року, коли ахейський князь Вільгельм II потрапив у полон до візантійців. За цим змінив союз з Гі I де ла Рошем, а 1262 року уклав союз з Вільгельмом II, що звільнився, спрямованим проти Візантії.
Помер або загинув Гульєльмо I да Верона 1263 року під час війни з візантійцями. Йому спадкував старший син Гульєльмо II.

## Родина
1. Дружина — Олена, донька Мануїла Комнін Дуки
народилося 3 дітей, що померли в дитинстві
2. Дружина — Симона, донька Вільгельма II, князя Ахейського (за іншими відомостями — Марино Санудо де Торчелло)
Діти:
- Гульєльмо (д/н—1275), триарх Негропонте
- Гільберто (д/н—після 1278), триарх Негропонте
- Феліза, дружина: 1) Нарцотто далле Карчері, триарха піденного Негропонте; 2) Лікаріо
- Маргарита, дружина: 1) Грапелли да Верона  2) Оттона де Сент-Омера, сеньйора Фів
- Порція, дружина Марино Санудо, сеньйора Пароса і Антіпарос.
- Франческо